# Tree Real Estate
Tree Real Estate è la holding che controlla i marchi di franchising immobiliare Gabetti Franchising Agency, Professionecasa e Grimaldi Immobiliare. La società è controllata al 99% da Gabetti Property Solutions. 

## Storia
Nel 2008 diventa operativo l'accordo di joint venture tra Gabetti Property Solutions e United Business Holding che sancisce la nascita di Tree Real Estate, società in cui confluiscono le reti di agenzie immobiliari Gabetti Franchising Agency, Grimaldi e Professionecasa, e Tree Finance, società di intermediazione creditizia e assicurativa, nella quale confluiscono le reti di mediazione creditizio-assicurativa Rexfin, Assirex e Gabetti Finance.
Questo importante accordo di Joint Venture costituisce una dei primari network di intermediazione immobiliare e creditizio-assicurativa sul piano nazionale.
Nel febbraio 2012 Gabetti Property Solutions incrementa la propria quota di controllo dal 51% al 99% di Tree Real Estate, operazione inquadrata nel processo strategico di riposizionamento nel core business storico, ovvero quello dei servizi immobiliari, grazie anche a un rafforzamento della propria presenza territoriale; contestualmente Gabetti Property Solutions ha ceduto a UBH l'intera quota di partecipazione in Tree Finance.

## Il Business Model
Al 2013 Tree Real Estate conta circa 1.400 contratti di affiliazione sul tutto territorio nazionale ed opera all'interno del Gruppo Gabetti Property Solutions, full service provider nel settore immobiliare italiano. La rete di agenzie immobiliari Tree Real Estate opera nel mercato con un metodo operativo basato su:
- il sistema di MLS (Multiple Listing Service) di stampo anglosassone, integrato in Treeplat, che consente la condivisione delle informazioni sugli immobili trattati e sulle richieste ricevute
- collaborazione con Gabetti Agency, società che controlla le divisioni Gabetti Corporate, Gabetti Frazionamenti, Gabetti Cantieri e Santandrea Luxury Houses, nella dismissione di grandi portafogli immobiliari, residenziali e commerciali
- collaborazione con la società Abaco Team, specializzata nell'erogazione di servizi tecnici legati all'immobiliare (Property Management, Facility Management, Due diligence immobiliari,..)
- campagne pubblicitarie[3] sui principali media nazionali
- il progetto web www.immobile.net[4], aggregatore delle offerte immobiliari del Gruppo Gabetti Property Solutions